# The Tongues of Men
The Tongues of Men er en amerikansk stumfilm fra 1916 af Frank Lloyd.

## Medvirkende
- Constance Collier som Jane Bartlett.
- Forrest Stanley som Sturgis.
- Herbert Standing som Dr. Darigal.
- Betty Burbridge som Georgine.
- Helen Jerome Eddy som Winifred Leeds.